# Mark Barry
Mark Barry es un jinete irlandés que compitió en la modalidad de concurso completo. Ganó una medalla de bronce en el Campeonato Europeo de Concurso Completo de 1995, en la prueba por equipos.

## Palmarés internacional
| Campeonato Europeo | Campeonato Europeo          | Campeonato Europeo | Campeonato Europeo |
| Año                | Lugar                       | Medalla            | Categoría          |
| ------------------ | --------------------------- | ------------------ | ------------------ |
| 1995               | Pratoni del Vivaro (Italia) | Medalla de bronce  | Por equipos        |